# هوراس بي. سميث
هوراس بي. سميث (بالإنجليزية: Horace B. Smith)‏ هو محامي وقاضي وسياسي أمريكي، ولد في 18 أغسطس 1826 في ويتنغهام في الولايات المتحدة، وتوفي في 26 ديسمبر 1888. حزبياً، نشط في الحزب الجمهوري. وقد انتخب عضو مجلس النواب الأمريكي.